# Charlie Doe
Pour les articles homonymes, voir Doe.

a Compétitions nationales et continentales officielles uniquement.

b Matchs officiels uniquement.
Charles Webster Doe dit Charlie Doe, né le 4 septembre 1898 à San Francisco et mort le 19 novembre 1995 à Contra Costa, est un joueur de rugby à XV de l'université Stanford qui a joué avec l'équipe des États-Unis, évoluant au poste de demi de mêlée. 

## Biographie
Charlie Doe obtient sa première cape internationale le 5 septembre 1920 à Anvers à l’occasion d’un seul match contre l'équipe de France lors de ces Jeux olympiques. Il est également présent lors du match-revanche perdu au stade de Colombes la même année (troisième ligne aile). Sa dernière sélection est aussi contre la France le 18 mai 1924 à Paris, dans le cadre des Jeux olympiques d'été de 1924 où il obtient encore la médaille d’or (en disputant les deux matchs du mini-tournoi, et en étant capitaine face à la Roumanie).

## Palmarès
- Médaille d'or aux Jeux olympiques de 1920, et aux Jeux olympiques de 1924

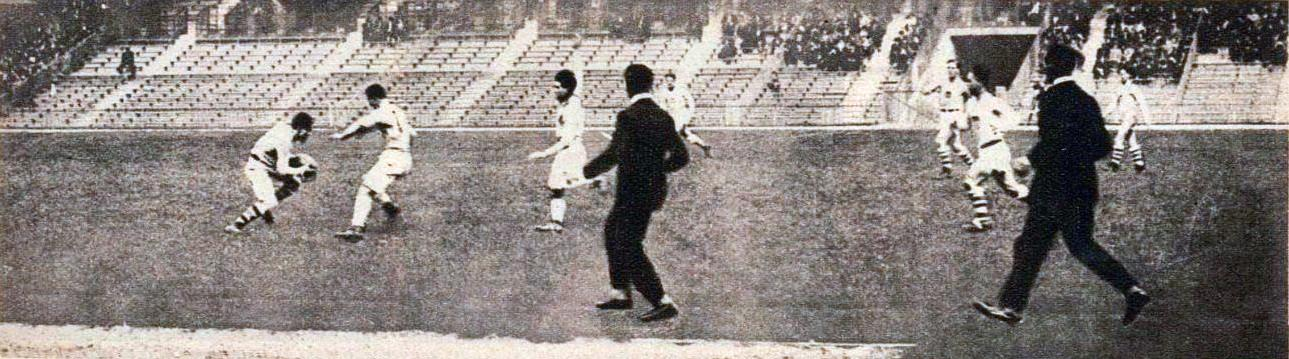
L'arrière américain Doe en possession du ballon, face à la Roumanie (JO 1924).

## Statistiques en équipe nationale
- 4 sélections
- 15 points (6 essais, 1 pénalité)
- Sélections par années : 2 en 1920, 2 en 1924